# Utetheisa confluens
Utetheisa confluens là một loài bướm đêm thuộc phân họ Arctiinae, họ Erebidae.